# Gran Premio de Italia de Motociclismo de 2016
El Gran Premio de Italia de Motociclismo de 2016 fue la sexta prueba del Campeonato del Mundo de Motociclismo de 2016. Tuvo lugar en el fin de semana del 20 al 22 de mayo de 2016 en el Autódromo Internacional del Mugello, situado en la ciudad de Mugello, Toscana, Italia. La carrera de MotoGP la ganó Jorge Lorenzo, seguido de Marc Márquez y Andrea Iannone. Johann Zarco fue el ganador de la prueba de Moto2, por delante de Lorenzo Baldassarri y Sam Lowes. La carrera de Moto3 la ganó Brad Binder, Fabio Di Giannantonio fue segundo y Francesco Bagnaia tercero.

## Resultados

### Resultados MotoGP
| Pos.            | N.º | Piloto           | Constructor | Vueltas | Tiempo       | Parrilla | Puntos |
| --------------- | --- | ---------------- | ----------- | ------- | ------------ | -------- | ------ |
| 1               | 99  | Jorge Lorenzo    | Yamaha      | 23      | 41:36.535    | 5        | 25     |
| 2               | 93  | Marc Márquez     | Honda       | 23      | +0.019       | 4        | 20     |
| 3               | 29  | Andrea Iannone   | Ducati      | 23      | +4.742       | 3        | 16     |
| 4               | 26  | Dani Pedrosa     | Honda       | 23      | +4.910       | 7        | 13     |
| 5               | 4   | Andrea Dovizioso | Ducati      | 23      | +6.256       | 13       | 11     |
| 6               | 25  | Maverick Viñales | Suzuki      | 23      | +8.670       | 2        | 10     |
| 7               | 38  | Bradley Smith    | Yamaha      | 23      | +13.340      | 8        | 9      |
| 8               | 9   | Danilo Petrucci  | Ducati      | 23      | +14.598      | 9        | 8      |
| 9               | 41  | Aleix Espargaró  | Suzuki      | 23      | +18.643      | 6        | 7      |
| 10              | 51  | Michele Pirro    | Ducati      | 23      | +22.298      | 11       | 6      |
| 11              | 35  | Cal Crutchlow    | Honda       | 23      | +27.936      | 16       | 5      |
| 12              | 8   | Héctor Barberá   | Ducati      | 23      | +35.712      | 15       | 4      |
| 13              | 50  | Eugene Laverty   | Ducati      | 23      | +38.032      | 18       | 3      |
| 14              | 6   | Stefan Bradl     | Aprilia     | 23      | +40.094      | 20       | 2      |
| 15              | 44  | Pol Espargaró    | Yamaha      | 23      | +59.811      | 14       | 1      |
| 16              | 68  | Yonny Hernández  | Ducati      | 23      | +1:04.397    | 12       |        |
| Ret             | 46  | Valentino Rossi  | Yamaha      | 8       | Engine       | 1        |        |
| Ret             | 45  | Scott Redding    | Ducati      | 8       | Electronics  | 10       |        |
| Ret             | 43  | Jack Miller      | Honda       | 0       | Caída        | 17       |        |
| Ret             | 19  | Álvaro Bautista  | Aprilia     | 0       | Caída        | 19       |        |
| Ret             | 76  | Loris Baz        | Ducati      | 0       | Caída        | 21       |        |
| DNS             | 53  | Esteve Rabat     | Honda       |         | No participó |          |        |
| Reporte Oficial |     |                  |             |         |              |          |        |

- Esteve Rabat choco en los entrenamientos libres 3 y sufrió una lesión en la clavícula.

### Resultados Moto2
La carrera, programada a 21 vueltas, fue detenida con bandera roja debido al daño de un airfence provocado por la moto de Xavi Vierge, la carrera fue reanudada más tarde pero a 10 vueltas.
| Pos.            | N.º | Piloto              | Constructor | Vueltas | Tiempo          | Parrilla | Puntos |
| --------------- | --- | ------------------- | ----------- | ------- | --------------- | -------- | ------ |
| 1               | 5   | Johann Zarco        | Kalex       | 10      | 18:59.391       | 6        | 25     |
| 2               | 7   | Lorenzo Baldassarri | Kalex       | 10      | +0.030          | 3        | 20     |
| 3               | 22  | Sam Lowes           | Kalex       | 10      | +1.096          | 1        | 16     |
| 4               | 12  | Thomas Lüthi        | Kalex       | 10      | +1.215          | 7        | 13     |
| 5               | 55  | Hafizh Syahrin      | Kalex       | 10      | +1.653          | 15       | 11     |
| 6               | 49  | Axel Pons           | Kalex       | 10      | +2.110          | 4        | 10     |
| 7               | 40  | Álex Rins           | Kalex       | 10      | +5.649          | 9        | 9      |
| 8               | 21  | Franco Morbidelli   | Kalex       | 10      | +6.249          | 13       | 8      |
| 9               | 30  | Takaaki Nakagami    | Kalex       | 10      | +6.280          | 2        | 7      |
| 10              | 77  | Dominique Aegerter  | Kalex       | 10      | +6.322          | 12       | 6      |
| 11              | 11  | Sandro Cortese      | Kalex       | 10      | +6.720          | 11       | 5      |
| 12              | 24  | Simone Corsi        | Speed Up    | 10      | +7.659          | 8        | 4      |
| 13              | 44  | Miguel Oliveira     | Kalex       | 10      | +7.718          | 21       | 3      |
| 14              | 52  | Danny Kent          | Kalex       | 10      | +7.745          | 18       | 2      |
| 15              | 94  | Jonas Folger        | Kalex       | 10      | +8.046          | 17       | 1      |
| 16              | 73  | Álex Márquez        | Kalex       | 10      | +9.300          | 14       |        |
| 17              | 60  | Julián Simón        | Speed Up    | 10      | +10.410         | 20       |        |
| 18              | 23  | Marcel Schrötter    | Kalex       | 10      | +11.585         | 5        |        |
| 19              | 88  | Ricard Cardús       | Suter       | 10      | +11.654         | 25       |        |
| 20              | 42  | Federico Fuligni    | Kalex       | 10      | +14.739         | 28       |        |
| 21              | 70  | Robin Mulhauser     | Kalex       | 10      | +15.089         | 24       |        |
| 22              | 14  | Ratthapark Wilairot | Kalex       | 10      | +15.098         | 23       |        |
| 23              | 57  | Edgar Pons          | Kalex       | 10      | +21.012         | 27       |        |
| 24              | 32  | Isaac Viñales       | Tech 3      | 10      | +21.734         | 26       |        |
| 25              | 33  | Alessandro Tonucci  | Kalex       | 10      | +30.005         | 30       |        |
| 26              | 2   | Jesko Raffin        | Kalex       | 10      | +50.423         | 31       |        |
| Ret             | 39  | Luis Salom          | Kalex       | 8       | Caída           | 16       |        |
| Ret             | 54  | Mattia Pasini       | Kalex       | 1       | Caída           | 22       |        |
| DNS             | 19  | Xavier Siméon       | Speed Up    | 0       | Did not restart | 19       |        |
| DNS             | 10  | Luca Marini         | Kalex       | 0       | Did not restart | 10       |        |
| DNS             | 97  | Xavi Vierge         | Tech 3      | 0       | Did not restart | 29       |        |
| Reporte Oficial |     |                     |             |         |                 |          |        |

### Resultados Moto3
| Pos.            | N.º | Piloto                 | Constructor | Vueltas | Tiempo       | Parrilla | Puntos |
| --------------- | --- | ---------------------- | ----------- | ------- | ------------ | -------- | ------ |
| 1               | 41  | Brad Binder            | KTM         | 20      | 39:49.382    | 4        | 25     |
| 2               | 4   | Fabio Di Giannantonio  | Honda       | 20      | +0.038       | 16       | 20     |
| 3               | 21  | Francesco Bagnaia      | Mahindra    | 20      | +0.069       | 8        | 16     |
| 4               | 23  | Niccolò Antonelli      | Honda       | 20      | +0.075       | 21       | 13     |
| 5               | 20  | Fabio Quartararo       | KTM         | 20      | +0.077       | 18       | 11     |
| 6               | 76  | Hiroki Ono             | Honda       | 20      | +1.037       | 11       | 10     |
| 7               | 36  | Joan Mir               | KTM         | 20      | +1.532       | 10       | 9      |
| 8               | 8   | Nicolò Bulega          | KTM         | 20      | +1.538       | 7        | 9      |
| 9               | 58  | Juan Francisco Guevara | KTM         | 20      | +1.567       | 29       | 7      |
| 10              | 16  | Andrea Migno           | KTM         | 20      | +1.762       | 2        | 6      |
| 11              | 95  | Jules Danilo           | Honda       | 20      | +1.791       | 25       | 5      |
| 12              | 33  | Enea Bastianini        | Honda       | 20      | +1.792       | 6        | 4      |
| 13              | 19  | Gabriel Rodrigo        | KTM         | 20      | +1.933       | 24       | 3      |
| 14              | 88  | Jorge Martín           | Mahindra    | 20      | +2011        | 14       | 2      |
| 15              | 48  | Lorenzo Dalla Porta    | KTM         | 20      | +2.041       | 13       | 1      |
| 16              | 11  | Livio Loi              | Honda       | 20      | +2.391       | 22       |        |
| 17              | 84  | Jakub Kornfeil         | Honda       | 20      | +2.434       | 15       |        |
| 18              | 64  | Bo Bendsneyder         | KTM         | 20      | +2.577       | 12       |        |
| 19              | 24  | Tatsuki Suzuki         | Mahindra    | 20      | +2.775       | 20       |        |
| 20              | 98  | Karel Hanika           | Mahindra    | 20      | +4.289       | 19       |        |
| 21              | 6   | María Herrera          | KTM         | 20      | +4.916       | 33       |        |
| 22              | 7   | Adam Norrodin          | Honda       | 20      | +34.654      | 30       |        |
| 23              | 17  | John McPhee            | Peugeot     | 20      | +34.692      | 27       |        |
| 24              | 43  | Stefano Valtulini      | Mahindra    | 20      | +34.739      | 28       |        |
| 25              | 77  | Lorenzo Petrarca       | Mahindra    | 20      | +42.628      | 32       |        |
| Ret             | 44  | Arón Canet             | Honda       | 19      | Caída        | 9        |        |
| Ret             | 89  | Khairul Idham Pawi     | Honda       | 19      | Caída        | 3        |        |
| Ret             | 3   | Fabio Spiranelli       | Mahindra    | 19      | Caída        | 31       |        |
| Ret             | 55  | Andrea Locatelli       | KTM         | 13      | Caída        | 17       |        |
| Ret             | 9   | Jorge Navarro          | Honda       | 11      | Caída        | 5        |        |
| Ret             | 5   | Romano Fenati          | KTM         | 9       | Broken Chain | 1        |        |
| Ret             | 40  | Darryn Binder          | Mahindra    | 7       | Caída        | 23       |        |
| Ret             | 10  | Alexis Masbou          | Peugeot     | 3       | Retirado     | 26       |        |
| DNS             | 37  | Davide Pizzoli         | KTM         |         | No participó |          |        |
| Reporte Oficial |     |                        |             |         |              |          |        |

- Davide Pizzoli se retiró después de los entrenamientos libres 2 por una lesión de tobillo.